# 오무르베크 바바노프
오무르베크 톡토굴로비치 바바노프(키르기스어: Өмүрбек Токтогулович Бабанов 외뮈르베크 바바노프, 러시아어: Омурбек Токтогулович Бабанов, 1970년 1월 15일 ~ )는 키르기스스탄의 정치인이다. 2011년부터 2012년까지 알마즈베크 아탐바예프 대통령 정부 하의 총리로 재직하였다. 키르기스스탄의 야당인 레스푸블리카의 지도자이다.

## 역대 선거 결과
| 선거명      | 직책명                | 대수 | 정당   | 득표율 | 득표수    | 결과 | 당락 |
| ----------- | --------------------- | ---- | ------ | ------ | --------- | ---- | ---- |
| 2017년 선거 | 키르기스스탄의 대통령 | 5대  | 무소속 | 33.77% | 568,665표 | 2위  | 낙선 |